# Epping (Dakota du Nord)
Pour les articles homonymes, voir Epping (homonymie).
La ville d’Epping est située dans le comté de Williams, dans l’État du Dakota du Nord, aux États-Unis. Lors du recensement de 2010, elle comptait 100 habitants.

## Démographie
| 1920 | 1930 | 1940 | 1950 | 1960 | 1970 |
| ---- | ---- | ---- | ---- | ---- | ---- |
| 116  | 183  | 154  | 158  | 151  | 140  |

| 1980 | 1990 | 2000 | 2010 | - | - |
| ---- | ---- | ---- | ---- | - | - |
| 104  | 64   | 79   | 100  | - | - |

## Source
- (en) Cet article est partiellement ou en totalité issu de l’article de Wikipédia en anglais intitulé « Epping, North Dakota » (voir la liste des auteurs).